# The Demon's Nightmare – Il ritorno
The Demon's Nightmare – Il ritorno (The Demon), noto anche come Midnight Caller, è un film del 1981 diretto da Percival Rubens.
Pellicola slasher con protagonisti Cameron Mitchell e Jennifer Holmes.

## Trama
Emily Parker, quattordicenne, viene rapita dalla sua casa e assassinata da un maniaco. Il maniaco ucciderà ancora senza pietà.

## Distribuzione
The Demon è stato distribuito negli Stati Uniti nel 1981 dalla Thorn EMI. È stato distribuito da S.J. International Pictures nel 1985 sotto il titolo Midnight Caller.
In Italia è stato distribuito in VHS nel 1992 dalla Kineo Video.